# توراكو أبيض العرف
توراكو أبيض العرف (الاسم العلمي: Tauraco leucolophus) (بالإنجليزية: White-crested Turaco)‏ هو نوع من الطيور يتبع جنس التوراكو من فصيلة آكلات الموز.